# Pattran
Pattran là một thị xã và là một nagar panchayat của quận Patiala thuộc bang Punjab, Ấn Độ.

## Nhân khẩu
Theo điều tra dân số năm 2001 của Ấn Độ, Pattran có dân số 22.170 người. Phái nam chiếm 53% tổng số dân và phái nữ chiếm 47%. Pattran có tỷ lệ 65% biết đọc biết viết, cao hơn tỷ lệ trung bình toàn quốc là 59,5%: tỷ lệ cho phái nam là 69%, và tỷ lệ cho phái nữ là 60%. Tại Pattran, 13% dân số nhỏ hơn 6 tuổi.